# 정장선
정장선(鄭長善, 1958년 3월 16일 ~)은 대한민국의 정치인으로, 제8·9대 경기도 평택시장(2018~, 민선 7·8기)이다. 제4·5대 경기도의원과 제16·17·18대 국회의원을 역임하였다.
경기도의원을 거쳐 2000년 국회의원 선거 평택시 을 지역구에서 당선되었다. 이후 3선을 하며 2012년까지 국회의원을 지냈다. 19대 총선에는 불출마 선언을 하였다. 이후 2014년 재보궐선거에서 지역구인 평택시 을에 재보궐 선거가 실시되어 출마했으나, 유의동 후보에 밀려 낙선하였다.
2016년 총선을 앞두고는 더불어민주당과 국민의당 분당된 것과 관련하여 불출마 선언을 하였다.
2018년 경기 평택시장에 출마해 당선되었으며, 2022년 6월 재선되었다.

## 학력
- 1971년 평택중앙국민학교 졸업
- 1973년 한광중학교 전학
- 1974년 보인중학교 졸업
- 1977년 중동고등학교 졸업
- 1981년 성균관대학교 독문학 학사
- 1989년 연세대학교 행정대학원 행정학 석사

## 경력
- 1984년~1988년: 민주정의당 사무직요원 공채 6기
- 1988년~1989년: 대통령비서실 제1부속실 비서관
- 1989년~1993년: 대통령비서실 정무1과 과장
- 1993년~1995년: 대통령비서실 정무2과 과장
- 1995년 7월~1998년 6월: 제4대 경기도의회 의원(민선 1기, 경기 평택시 제6선거구, 무소속→자유민주연합, 초선)
- 1998년 7월~2000년 2월: 제5대 경기도의회 의원(민선 2기, 경기 평택시 제2선거구, 자유민주연합→무소속→새천년민주당, 재선)
  - 제5대 경기도의회 정보화위원회 위원장
- 2000년 4월 13일: 대한민국 제16대 국회의원 선거 당선(경기 평택시 을, 새천년민주당, 초선)
- 2002년: 제16대 대통령 선거 새천년민주당 노무현 대통령 후보 특별보좌역, 비서실 차장
- 2004년 4월 15일: 대한민국 제17대 국회의원 선거 당선(경기 평택시 을, 열린우리당, 재선)
- 2008년 4월 9일: 대한민국 제18대 국회의원 선거 당선(경기 평택시 을, 통합민주당, 3선)
- 2016년 2월~2016년 4월: 더불어민주당 총선기획담당
- 2016년 2월~2016년 8월: 더불어민주당 총무본부장
- 2018년 6월 13일: 제7회 전국동시지방선거 당선(민선 7기, 경기도 평택시장, 더불어민주당, 초선)
- 2018년 7월~2022년 6월: 제8대 경기도 평택시장(민선 7기, 더불어민주당, 초선)
- 2022년 6월 1일: 제8회 전국동시지방선거 당선(민선 8기, 경기도 평택시장, 더불어민주당, 재선)
- 2022년 7월~: 제9대 경기도 평택시장(민선 8기, 더불어민주당, 재선)

## 의정활동

### 제16대 의정활동
- 2000년 5월 30일~2004년 5월 29일: 제16대 국회의원(경기 평택시 을, 새천년민주당→무소속→열린우리당, 초선)
- 제16대 국회 남북관계발전특별위원회 위원
- 제16대 국회 예결산특별위원회 위원
- 제16대 국회 국회운영위원회 위원
- 제16대 국회 재해대책특별위원회 위원
- 제16대 국회 농림수산식품위원회 새천년민주당 간사
- 제16대 국회 일자리장출 특별위원회 열린우리당 간사
- 제16대 국회 정치개혁특별위원회 위원
- 새천년민주당 부대변인
- 새천년민주당 원내부총무
- 새천년민주당 수석부대변인
- 새천년민주당 제4정책조정위원장
- 열린우리당 민생대책특별위원회 위원장
- 열린우리당 선거대책위원회 농민위원장

### 제17대 의정활동
- 2004년 5월 30일~2008년 5월 29일: 제17대 국회의원(경기 평택시 을, 열린우리당→대통합민주신당→통합민주당, 재선)
- 제17대 국회 한국뭉고친선협회 회장
- 제17대 국회 건설교통위원회 위원
- 제17대 국회 건설교통위원회 열린우리당 간사
- 열린우리당 정책위원회 수석부의장
- 열린우리당 제4정책조정위원장
- 열린우리당 비상대책위원회 위원
- 열린우리당 당의장 비서실장
- 열린정책연구원 수석부원장

### 제18대 의정활동
- 2008년 5월 30일~2012년 5월 29일: 제18대 국회의원(경기 평택시 을, 통합민주당→민주당→민주통합당, 3선)
- 제18대 국회 지식경제위원회 위원장
- 민주당 사무총장
- 민주통합당 사무총장

## 역대 선거 결과
|  | 67.48% |

|  | 41.9% |

|  | 35.86% |

|  | 49.32% |

|  | 48.15% |

|  | 42.30% |

|  | 61.75% |

|  | 52.08% |

## 소속 정당
| 소속 정당 | 소속 정당      | 소속 기간 | 비고      |
| --------- | -------------- | --------- | --------- |
|           | 민주정의당     | 1984~1988 | 정계 입문 |
|           | 무소속         | 1988~1995 | 탈당      |
|           | 자유민주연합   | 1995~2000 | 입당      |
|           | 무소속         | 2000      | 탈당      |
|           | 새천년민주당   | 2000~2003 | 입당      |
|           | 무소속         | 2003      | 탈당      |
|           | 열린우리당     | 2003~2007 | 창당      |
|           | 대통합민주신당 | 2007~2008 | 합당      |
|           | 통합민주당     | 2008      | 합당      |
|           | 민주당         | 2008~2011 | 당명 변경 |
|           | 민주통합당     | 2011~2013 | 합당      |
|           | 민주당         | 2013~2014 | 당명 변경 |
|           | 새정치민주연합 | 2014~2015 | 합당      |
|           | 더불어민주당   | 2015~현재 | 당명 변경 |

## 같이 보기
- 평택시 을
- 평택시의 국회의원
- 평택시장